# Lista de atletas brasileiros nos Jogos Olímpicos de Inverno de 2014
A lista a seguir discrimina os atletas brasileiros que participaram da Sóchi 2014, independentemente de terem logrado êxito na busca por medalhas.
Nos Jogos Olímpicos de Inverno de 2014, os Jogos de Inverno de número XXII, em Sóchi, na Rússia, o Brasil participou de sua vigésima oitava Olimpíada, sendo a sétima participação nos Jogos de Inverno, com 13 atletas disputando sete esportes: esqui alpino, bobsled, esqui cross-country, snowboard e estreou no biatlo, patinação artística e esqui estilo livre. Nenhuma medalha foi conquistada nessa edição.
Subsedes:
Os eventos da sede foram todos disputados no microdistrito de Adler (hóquei no gelo, patinação de velocidade, patinação artística, patinação de velocidade em pista curta, esqui cross-country, biatlo, curling, cerimônia de abertura e de encerramento). Outras três subsedes abrigaram diversas disciplinas: Krasnaya Polyana (esqui alpino, esqui estilo livre e snowboard); Rzhanaya Polyana (bobsled, luge e skeleton); Esto-Sadok (saltos de esqui e combinado nórdico).
O objetivo do Comitê Olímpico Brasileiro era bater o número de atletas brasileiros que esteve nos Jogos de Inverno anteriores.
Destaques:
Stefano Arnhold foi o chefe da delegação brasileira que pela primeira vez na história classificou-se para a "patinação artística", com Isadora Williams terminando em 30.° lugar; o "biatlo" brasileiro também estreou em Sóchi, com Jaqueline Mourão, que até então havia participado de outras edições de Inverno apenas nas provas de "esqui cross-country" e nas de verão em competições de "ciclismo mountain bike". Jaqueline competiu em duas provas do biatlo, ficando na 74.ª e 76.ª colocações e em uma modalidade do cross-country, chegando na 64.ª posição; o melhor resultado foi de Isabel Clark no "snowboard cross", ficando na 14.ª posição; no "bobsled" participaram pela primeira vez atletas femininas e masculinos do país.
Abaixo segue a relação dos esportistas brasileiros participantes da Sóchi 2014.

## Esqui alpino
Masculino
| Atleta          | Modalidade     | Rodada 1            | Rodada 2            | Total           | Total           | Referências(s) |
| Atleta          | Modalidade     | Resultado Colocação | Resultado Colocação | Resultado final | Colocação final | Referências(s) |
| --------------- | -------------- | ------------------- | ------------------- | --------------- | --------------- | -------------- |
| Jhonatan Longhi | slalom gigante | 1:33.03 64.°        | 1:33.69 57.°        | 3:06.72         | 58.°            | [ 9 ]          |
| Jhonatan Longhi | slalom         | 59.24 69.°          | 1:08:40 DQ          | NM              | 76.°            | [ 10 ]         |

Feminino
| Atleta         | Modalidade     | Rodada 1            | Rodada 2            | Total           | Total           | Referências(s) |
| Atleta         | Modalidade     | Resultado Colocação | Resultado Colocação | Resultado final | Colocação final | Referências(s) |
| -------------- | -------------- | ------------------- | ------------------- | --------------- | --------------- | -------------- |
| Maya Harrisson | slalom gigante | 1:30.31 58.°        | 1:31.55 55.°        | 3:01.86         | 54.°            | [ 11 ]         |
| Maya Harrisson | slalom         | 1:04.88 46.°        | 1:03.45 42.°        | 2:08.33         | 39.°            | [ 12 ]         |

## Biatlo
Feminino
| Atleta           | Modalidade        | Desempenho | Desempenho  | Colocação final | Referência(s) |
| Atleta           | Modalidade        | Total tiro | Tempo total | Colocação final | Referência(s) |
| ---------------- | ----------------- | ---------- | ----------- | --------------- | ------------- |
| Jaqueline Mourão | velocidade 7,5 km | 1          | 25:06.40    | 76.°            | [ 13 ]        |
| Jaqueline Mourão | individual 15 km  | 7          | 57:22.60    | 74.°            | [ 14 ]        |

## Bobsled
Masculino
| Atleta                                                               | Modalidade    | Rodada 1            | Rodada 2            | Rodada 3            | Rodada 4            | Total           | Total           | Referências(s) |
| Atleta                                                               | Modalidade    | Resultado Colocação | Resultado Colocação | Resultado Colocação | Resultado Colocação | Resultado final | Colocação final | Referências(s) |
| -------------------------------------------------------------------- | ------------- | ------------------- | ------------------- | ------------------- | ------------------- | --------------- | --------------- | -------------- |
| Edson Bindilatti Edson Martins Fábio Gonçalves Silva Odirlei Pessoni | quatro homens | 56.86 26.°          | 56.74 25.°          | 57.11 27.°          | DNS                 | 2:50.71         | 26.°            | [ 15 ]         |

Feminino
| Atleta                               | Modalidade    | Rodada 1            | Rodada 2            | Rodada 3            | Rodada 4            | Total           | Total           | Referências(s) |
| Atleta                               | Modalidade    | Resultado Colocação | Resultado Colocação | Resultado Colocação | Resultado Colocação | Resultado final | Colocação final | Referências(s) |
| ------------------------------------ | ------------- | ------------------- | ------------------- | ------------------- | ------------------- | --------------- | --------------- | -------------- |
| Fabiana Santos Sally Mayara da Silva | duas mulheres | 59.57 18.°          | 1:00.45 19.°        | 1:00.73 19.°        | 1:01.20 19.°        | 4:01.95         | 19.°            | [ 16 ]         |

## Esqui cross-country
Masculino
| Atleta         | Modalidade              | Qualificação | Quartas de final | Semifinal   | Final       | Colocação final | Referências(s) |
| -------------- | ----------------------- | ------------ | ---------------- | ----------- | ----------- | --------------- | -------------- |
| Leandro Ribela | velocidade estilo livre | 4:21.12 80.° | Não avançou      | Não avançou | Não avançou | 80.°            | [ 17 ]         |

Feminino
| Atleta           | Modalidade              | Qualificação | Quartas de final | Semifinal   | Final       | Colocação final | Referências(s) |
| ---------------- | ----------------------- | ------------ | ---------------- | ----------- | ----------- | --------------- | -------------- |
| Jaqueline Mourão | velocidade estilo livre | 3:02.83 64.° | Não avançou      | Não avançou | Não avançou | 64.°            | [ 18 ]         |

## Patinação artística
Feminino
| Atleta           | Modalidade | Programa curto | Programa longo | Colocação final | Referência(s) |
| ---------------- | ---------- | -------------- | -------------- | --------------- | ------------- |
| Isadora Williams | simples    | 40.37 30.°     | Não avançou    | 30.°            | [ 19 ]        |

## Esqui estilo livre
Feminino
| Atleta      | Evento  | Qualificação 1 | Qualificação 2 | Final       | Final       | Final       | Colocação final | Referência(s) |
| Atleta      | Evento  | Qualificação 1 | Qualificação 2 | Salto 1     | Salto 2     | Total       | Colocação final | Referência(s) |
| ----------- | ------- | -------------- | -------------- | ----------- | ----------- | ----------- | --------------- | ------------- |
| Josi Santos | aerials | 49.60 20.°     | 48.17 16.°     | Não avançou | Não avançou | Não avançou | 22.°            | [ 20 ]        |

## Snowboard
Feminino
| Atleta               | Modalidade | Preliminar          | Quartas de final    | Semifinal           | Final               | Colocação final | Referência(s) |
| Atleta               | Modalidade | Resultado Colocação | Resultado Colocação | Resultado Colocação | Resultado Colocação | Colocação final | Referência(s) |
| -------------------- | ---------- | ------------------- | ------------------- | ------------------- | ------------------- | --------------- | ------------- |
| Isabel Clark Ribeiro | snow cross | 1:24.31 12.°        | 4.°                 | Não avançou         | Não avançou         | 12.°            | [ 21 ]        |